# Толстой Дмитро Андрійович
Дмитро́ Андрі́йович Толсто́й (1 (13) березня 1823, Москва, Російська імперія — 25 квітня (7 травня) 1889, Санкт-Петербург, Російська імперія) — російський державний діяч, з 1865 року Обер-прокурор Святійшого Синоду, у 1866—1880 роках — міністр народної освіти, згодом — внутрішніх справ, президент Академії Наук; один з найреакційніших міністрів.

## Діяльність
3 червня 1865 року був призначений обер-прокурором Святійшого синоду, з 14 квітня 1866 року (через 10 днів після замаху Каракозова на царя) — міністром народної освіти. Дмитро Толстой обіймав обидві ці посади до квітня 1880 року, коли був призначений членом Державної ради. Толстой на посаді міністра сприяв відкриттю закладів вищої освіти, зокрема: Петербурзький історико-філологічний інститут (1867), Варшавський університет, Сільськогосподарський інститут в Новій Александрії (1869), Московські вищі жіночі курси (1872), Глухівський учительський інститут (1874), Російську філологічну семінарію в Лейпцигу для підготовки вчителів давніх мов (1875); Томський університет (1878). Ніжинський ліцей перетворений на Історико-філологічний інститут, а Ярославський ліцей — в ліцей юридичний. В 1872 році було видано положення про міські училища, в 1874 — положення про початкові училища, для нагляду за якими були ще в 1869 році засновані посади інспекторів народних училищ. У духовному відомстві за графа Толстого відбувалося реформування духовно-навчальних закладів (1867—1869).
Толстой відзначився реакційністю, особливо, стосовно заборони української мови. Він брав участь у підготовці Емського указу (1876 рік). 1884 року видав додаткове розпорядження про нагляд над українськими театральними трупами й українофілами.
Почесний громадянин міста Сарапула, Удмуртія та почесний громадянин Сум.